# Píštěl

Schéma úmyslně vytvořené píštěle pro hemodialýzu

Píštěl (latinsky fistula) je v lékařství termín pro jakékoliv nepřirozené kanálkovité propojení mezi orgány, cévami, nebo i ven na kůži, obecně od epitelové tkáně opět k epitelové tkáni. Nejčastěji se jedná o součást zdravotního problému, ale jsou také píštěle úmyslně chirurgicky vytvořené v rámci léčby.
Příkladem úmyslně vytvořené píštěle je umělé propojení tepny a žíly pro usnadnění hemodialýzy u osoby s chronickým selháváním ledvin.
Příkladem zdravotního problému často provázeného vznikem píštělí je Crohnova choroba, kdy píštěle mohou propojit kličky střev nebo střevo s nějakým orgánem, například s močovým měchýřem.